# Maurice Thorez
Maurice Thorez (Noyelles-Godault, 28 april 1900 – Zwarte Zee, 11 juli 1964) was een Frans communistisch politicus. 
Thorez werd geboren in Pas-de-Calais in een mijnwerkersgezin. Hij ging op dertienjarige leeftijd aan het werk en werkte een tijdlang in de mijn. In 1919 werd hij lid van de socialistische partij en na het Congres van Tours in 1920 van de communistische partij. Hij bekleedde verschillende posten binnen de communistische partij voor hij in 1925 voorzitter werd. Naar aanleiding van de grote staking van oktober 1925 werd Thorez veroordeeld tot veertien maanden gevangenisstraf; in beroep teruggebracht tot zes maanden.
Bij de verkiezingen van 1932 werd hij verkozen in de Chambre des députés na eerder enkele keren zonder succes te hebben deelgenomen aan parlementsverkiezingen. Hij werd opnieuw verkozen in 1936.
Toen in juli 1939 de Franse Communistische Partij (PCF) werd verboden, vluchtte Thorez naar de Sovjet-Unie. Bij de bevrijding in de zomer van 1944 keerde hij terug. Na de oorlog behaalde de Communistische Partij veel stemmen en ging ze samen met de Parti Socialiste een regering vormen, het Kabinet-De Gaulle II (1946), waarin Thorez minister van Staat en vicepremier was. Ook in het kabinet-Ramadier (1947) bekleedde hij deze ministerposten.
Thorez was een stalinist. Hij verdedigde het optreden van de Sovjet-Unie in Oost-Europa na de oorlog. Naar het voorbeeld van Stalin werd in Frankrijk ook rond Thorez een persoonlijkheidscultus gecreëerd. Zijn biografie Fils du Peuple werd meerder malen herdrukt. Na een hersenbloeding raakte Thorez in 1950 deels verlamd. Hij reisde voor revalidatie naar de Sovjet-Unie en keerde pas in 1953, na de dood van Stalin, terug naar Frankrijk. Thorez bleef politiek actief tot kort voor zijn dood. Hij bleef parlementslid tot zijn dood, al was hij na zijn ziekte veel minder actief in de Assemblée Nationale. Bij zijn dood trok een rouwstoet van naar schatting 600.000 mensen door de straten van Parijs.
De Oekraïense plaats Tsjystjakove droeg in de sovjettijd de naam Torez als eerbewijs aan Maurice Thorez.
- Bibsys: 90599603
- Biblioteca Nacional de España: XX832392
- Bibliothèque nationale de France: cb119265828 (data)
- Catàleg d'autoritats de noms i títols de Catalunya: 981058514847006706
- CiNii: DA02239378
- Gemeinsame Normdatei: 118757334
- International Standard Name Identifier: 0000 0001 2102 4608
- Library of Congress Control Number: n82093910
- Nationale Bibliotheek van Letland: 000240404
- Bibliotheek van het Japanse parlement: 00458707
- Nationale Bibliotheek van Tsjechië: ola2002111155
- Nationale Bibliotheek van Israël: 987007280085705171
- Nationale Bibliotheek van Polen: a0000002564970
- Nederlandse Thesaurus van Auteursnamen: 071361278
- SNAC: w64m9txq
- Système universitaire de documentation: 032290225
- Trove: 1073698
- Virtual International Authority File: 76323524
- WorldCat: E39PBJd3Pqv388334vQPY6vyh3